# Alfonso Artabe Meca
Alfonso Artabe Meca (Palma, 18 d'agost de 1988), conegut futbolísticament com a Artabe, és un futbolista mallorquí. Jugà de defensa i el seu equip actual és el C. D. Covadonga de la Segona Divisió B d'Espanya.
Es va formar en les categories inferiors del R.C.D. Mallorca, quedant campió d'Espanya en categoria juvenil. La temporada 2008-09 va arribar a l'Associació Esportiva Universitat d'Oviedo, que en aquell moment jugava en la Tercera Divisió i amb el qual va jugar la fase d'ascens. L'agost de 2009 va fitxar pel Real Oviedo Vetusta i des de finals d'aquest any va alternar els entrenaments en el primer equip i els partits del filial. Al tancament del mercat d'hivern de la temporada es va fer amb una fitxa de jugador sub-23 en el Reial Oviedo per suplir la baixa del jugador d'Ander Larrea. El 14 de febrer va debutar com a titular amb el primer equip.

## Clubs
| Club                       | País                | Any       |
| -------------------------- | ------------------- | --------- |
| C.D. Ferriolenc            | Espanya             | 2007-2008 |
| A. D. Universitat d'Oviedo | Espanya             | 2008-2009 |
| Real Oviedo Vetusta        | Espanya             | 2009-2010 |
| Reial Oviedo               | Espanya             | 2010-2011 |
| CD Manacor                 | Espanya             | 2011-2012 |
| O. I. Llagostera           | Espanya             | 2012-2013 |
| A. I. Prat                 | Espanya             | 2013-2014 |
| CD Atlètic Balears         | Espanya             | 2014-2015 |
| Sint-Truidense             | Bélgica Bélgica     | 2015-2016 |
| Ermis Aradippou            | Xipre               | 2016-2017 |
| Hong Kong Pegasus F. C.    | Hong Kong Hong Kong | 2017      |
| Ermis Aradippou            | Xipre               | 2018      |
| FC Voluntari               | Romania             | 2018      |
| Doxa Katokopias F. C.      | Xipre               | 2019-2020 |
| CD Covadonga               | Espanya             | 2020-     |